# Azukitogi

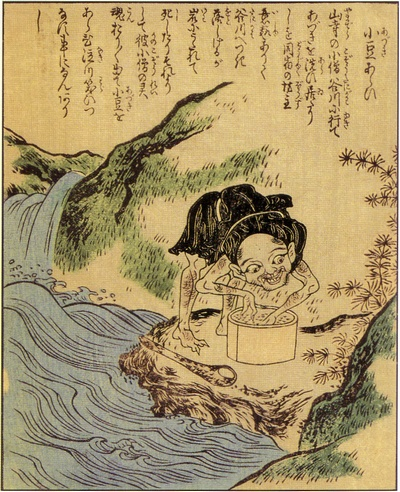
L'azukiarai in una pittura dell'Ehon Hyaku Monogatari di Takehara Shunsen's.

L'Azukiarai (小豆洗い, lett. "lavaggio di fagioli azuki"?), o Azukitogi (小豆とぎ, lett. "macinazione di fagioli azuki"?), è un fenomeno spettrale del folklore giapponese, in cui si sente un rumore misterioso simile al lavaggio o alla macinazione appunto dei fagioli azuki. Di solito si verifica vicino a un fiume o ad un altro specchio d'acqua. A volte la creatura o lo spirito responsabile si diverte cantando "azuki togou ka, hito totte kuou ka? Shoki shoki." ("'Macinerò i miei fagioli azuki o mangerò una persona? Shoki shoki.") e chiunque le si avvicini cadrà inevitabilmente in acqua.
L'entità è raramente vista e viene spesso descritta come un uomo di piccola statura dall'aspetto grottesco con una grande testa calva, denti storti, baffi sottili, grandi occhi gialli sporgenti, con indumenti stracciati e piegati su un secchio che lava i fagioli azuki. L'Azukiarai  è talvolta ritenuto essere un  tanuki .

## Leggende
L'origine di questo yōkai viene spesso tramandata sotto forma di storie. Secondo il racconto "Azukiarai" nell'Ehon Hyaku Monogatari, una raccolta di storie di fantasmi del periodo Edo, un giovane monaco di nome Nikken che viveva in un tempio della setta Nichiren a Takada, provincia di Echigo (ora città di Jōetsu, prefettura di Niigata) era fisicamente disabile, ma era bravo a contare le cose e riusciva a indovinare con precisione il numero di fagioli azuki. L'abate del tempio era affezionato al monaco e voleva che gli succedesse come capo sacerdote, ma un monaco malvagio di nome Enkai divenne geloso e gettò il monaco in un pozzo, uccidendolo. Da allora, lo spirito del monaco lanciava fagioli azuki contro le persiane (雨戸?, amado) ogni notte e al tramonto lavava i fagioli in un fiume vicino e li contava. Enkai fu poi condannato a morte e, dopo ciò, si disse che le voci degli spiriti di Nikken e Enkai che litigavano potevano essere udite presso il pozzo dove Nikken era morto.
Nel villaggio di Hinohara, a Tokyo, c'è un posto chiamato "Azuki Arido", dove una donna si gettò nel fiume dopo essere stata rimproverata dalla suocera per aver trovato dei sassolini nei suoi fagioli azuki. Da allora, era possibile sentire il suono dei fagioli che venivano lavati arrivare dal fiume.